# Allodemis
Allodemis es un género de polillas tortrícidas categorizado en la tribu Archipini, de la subfamilia Tortricinae. Fue descrito por Diakonoff en 1983.

## Especies
- Allodemis chelophora (Meyrick, 1910)
- Allodemis dionysia Diakonoff, 1983
- Allodemis euhelias Diakonoff, 1983
- Allodemis fulva Diakonoff, 1983
- Allodemis pullatana (Snellen, 1902)
- Allodemis stegopa Diakonoff, 1983